# Alto Karabaj
El Alto Karabaj o Nagorno Karabaj (en azerí: Dağlıq Qarabağ; en armenio: Լեռնային Ղարաբաղ, romanizado: Leṙnayin Ġarabaġ, también llamada Artsaj (Արցախ) por sus exhabitantes; en ruso: Нагорный Карабах, romanizado: Nagorni Karabaj) es una región situada en el Altiplano Armenio, desde 2023 perteneciente a Azerbaiyán. Hasta 2020-2023, fue mayoritariamente habitada por armenios, sin embargo, tras los conflictos de 2020 y 2023, estos huyeron (más de 120 mil personas), lo que alteró significativamente la dinámica social y cultural del área.

## Etimología
El nombre más antiguo del Alto Karabaj es Artsaj[cita requerida] (en armenio: Արցախ), término aún hoy utilizado sobre todo en Armenia y en la diáspora y que designa a la décima provincia del antiguo reino de Armenia. Artsaj es un término político y geográfico cuyo uso ha continuado a lo largo de la Edad Media y aun en tiempos modernos. En las inscripciones del reino de Urartu (siglos XI al VII antes de nuestra era), se denomina a la región Urtejini. Los escritores de la Antigua Grecia llaman a la zona Orjistene. Se cree que tanto Urtejini como Orjistene son variantes fonéticas de la palabra Artsaj. En la Alta Edad Media a menudo toda la región recibía el nombre de Jachen, el mayor y más importante distrito de Artsaj. El nombre “Jachen” proviene de la palabra armenia jach, que significa “cruz”.

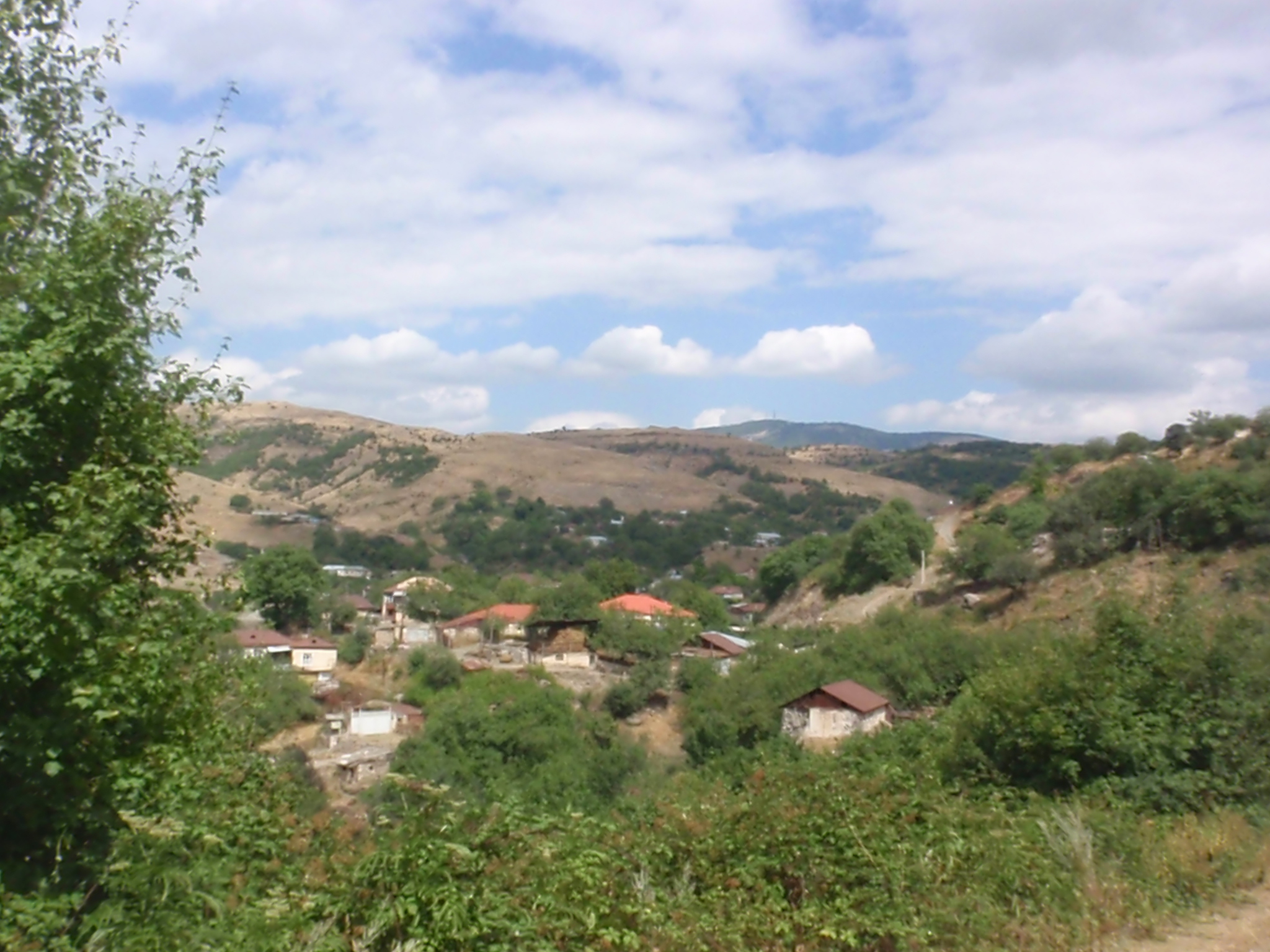
Shosh, aldea del distrito de Askeran.

El término Nagorno Karabaj es de construcción moderna. La palabra Nagorno- es un adjetivo atributivo ruso derivado del adjetivo nagorni (нагорный), que significa "montañoso / sobre montañas". El nombre azerí de la región incluye adjetivos similares, como "dağlıq" (montañoso) o "yuxarı" (alto). 
Durante el período soviético, la región fue denominada oficialmente como Óblast Autónomo del Alto Karabaj, en referencia a su estatus administrativo especial autónomo y a su ubicación geográfica en una zona montañosa del Karabaj (Artsaj). En otras lenguas, es habitual el uso de formas que incorporan el significado de “montañoso” o “alto”, como Alto Karabaj en español o Нагорный Карабах (Nagorno Karabaj) en ruso.
Hasta 2023, durante la existencia de la República de Artsaj, el nombre Artsaj continuó empleándose oficialmente como denominación de la república. Sin embargo, tras el conflicto desencadenado en septiembre de 2023 entre Azerbaiyán y República de Artsaj, la república fue disuelta y Azerbaiyán asumió el control total del territorio.
En cuanto a otro de los nombres utilizados además de Artsaj, como la palabra Karabaj se considera tiene un origen mixto, con raíces persas y túrquicas, y su significado literal suele interpretarse como "jardín negro" (kara, «negro»; baj, «jardín»). Este nombre se encuentra en fuentes georgianas y persas de los siglos XIII y XIV. Karabaj también denomina a un tipo de alfombra con un patrón característico que se producía originalmente en el área.
Según una teoría alternativa propuesta por Bagrat Ulubabyan, el nombre Karabaj es de un origen mixto turco y armenio, viniendo a significar "Gran Baghk" (en armenio: Մեծ Բաղք), en referencia a Ktish-Baghk (después llamada Dizak), uno de los principados de Artsaj durante la dinastía aranshahik, que ocupó el trono del reino de Syunik entre los siglos XI y XIII y se hacía llamar "reino de Baghk".
Los nombres de la región en las lenguas locales se pueden traducir literalmente como "Karabaj montañoso" o "jardín montañoso":
- en armenio: Լեռնային Ղարաբաղ, romanizado: Leṙnayin Ġarabaġ
- en azerí: Dağlıq Qarabağ (montañoso Karabaj) o Yuxarı Qarabağ (alto Karabaj)
- en ruso: Нагорный Карабах, romanizado: Nagorni Karabaj

## Conflicto entre Azerbaiyán y Armenia

### Primera Guerra (1988-1994)
El 10 de diciembre de 1991, en un referéndum boicoteado por la población azerí, los armenios del Alto Karabaj aprobaron la creación del Estado independiente de Artsaj. Una propuesta rusa para incrementar la autonomía de la región no satisfizo a ninguna de las partes, estallando la guerra entre el gobierno de Azerbaiyán y los independentistas del Alto Karabaj, quienes fueron respaldados por Armenia. A finales de 1993, el conflicto ya había causado veinte mil muertos y provocado la huida a Azerbaiyán de ochocientos mil refugiados.

### Alto el fuego de 1994
Desde el alto el fuego de 1994, la mayor parte del Alto Karabaj, así como muchas regiones azeríes vecinas, que en total suman el 14 % del territorio azerí, siguen bajo el control conjunto de Armenia y de las fuerzas armadas del Alto Karabaj. Desde entonces, representantes de los gobiernos de Armenia y de Azerbaiyán han mantenido conversaciones de paz, con la mediación del Grupo de Minsk de OSCE.

### Guerra de los Cuatro Días
En abril de 2016 se produjo una escalada de violencia que llevó a la llamada guerra de los Cuatro Días, ocasionando unos dos centenares de muertos.

### Conflicto en 2020
En septiembre de 2020 se produjeron nuevos combates entre fuerzas armenias y azerbaiyanas, en la zona de Nagorno Karabaj, con el resultado de miles de muertos y un convenio firmado entre Azerbaiyán y Armenia bajo auspicio de Rusia que obliga a los armenios a entregar gran parte de la región a Azerbaiyán.

### Conflicto en 2023
En septiembre de 2023 sucede una rápida ofensiva azerí que en cuestión de un día logra la capitulación de Artsaj, resultando en la reintegración del territorio a Azerbaiyán y la huida de la población a Armenia.

## Galería

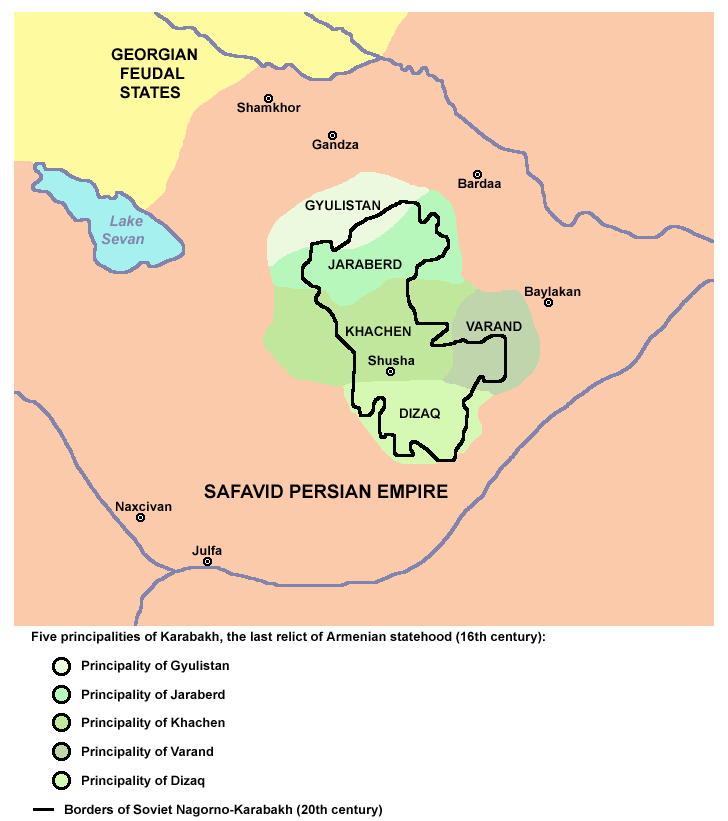
Principados del kanato de Karabaj.
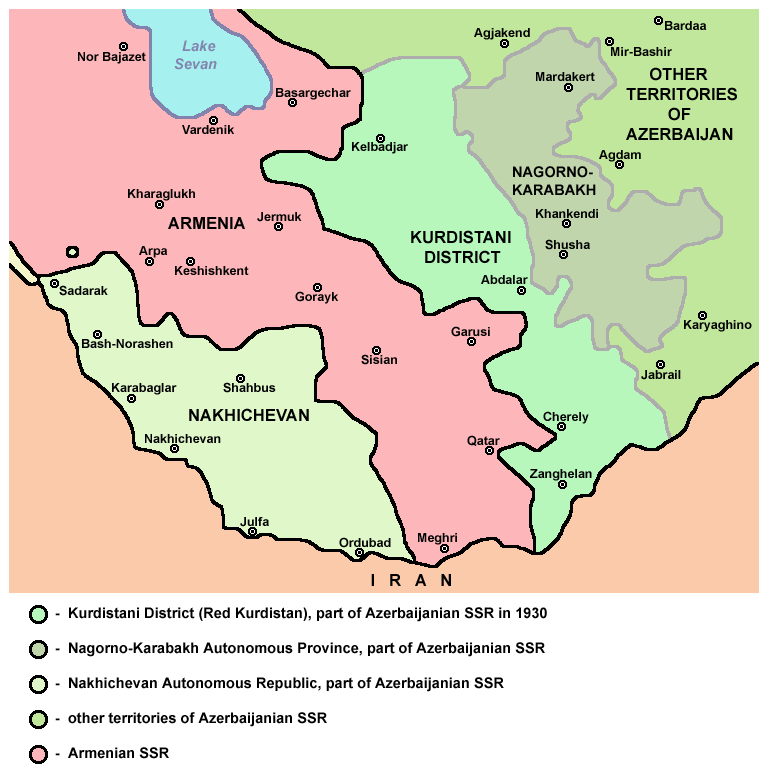
Alto Karabaj en 1930.
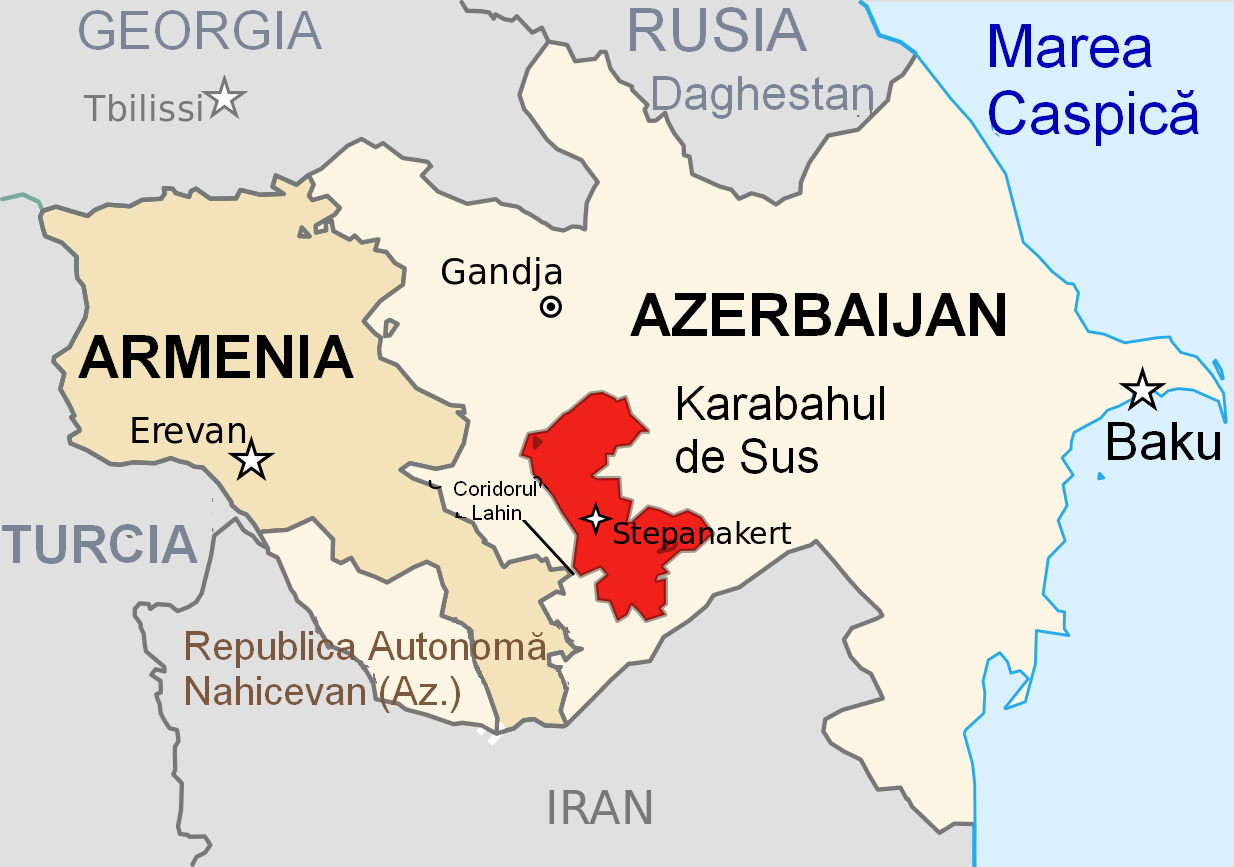
Alto Karabaj en 1990.
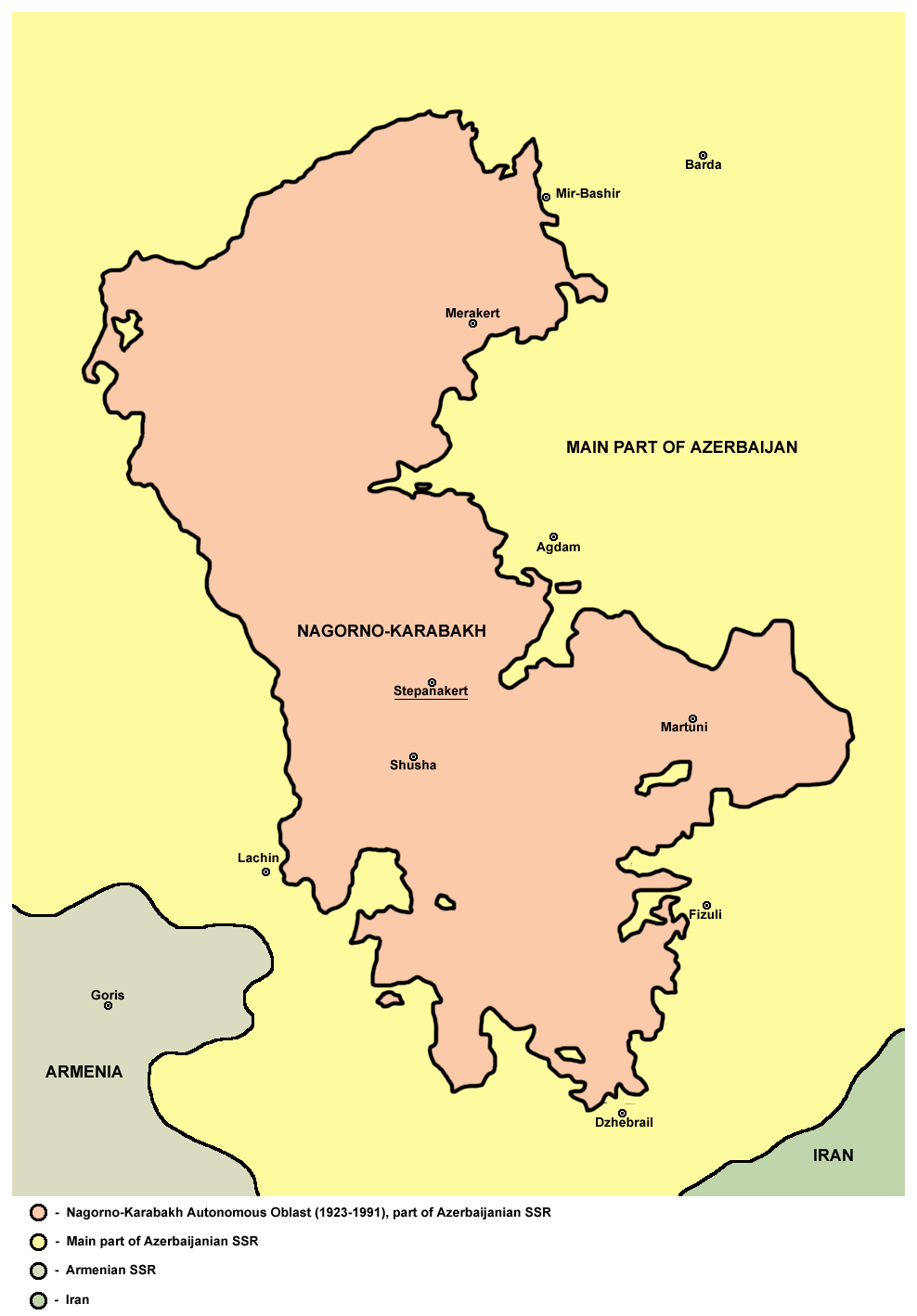
Óblast autónomo del Alto Karabaj.
República de Artsaj entre 1994 y 2020.
Artsaj antes de 2020.
En naranja, territorio que controlaría Artsaj tras el conflicto de 2020 hasta la ofensiva de 2023.